# Zemní reproduktor

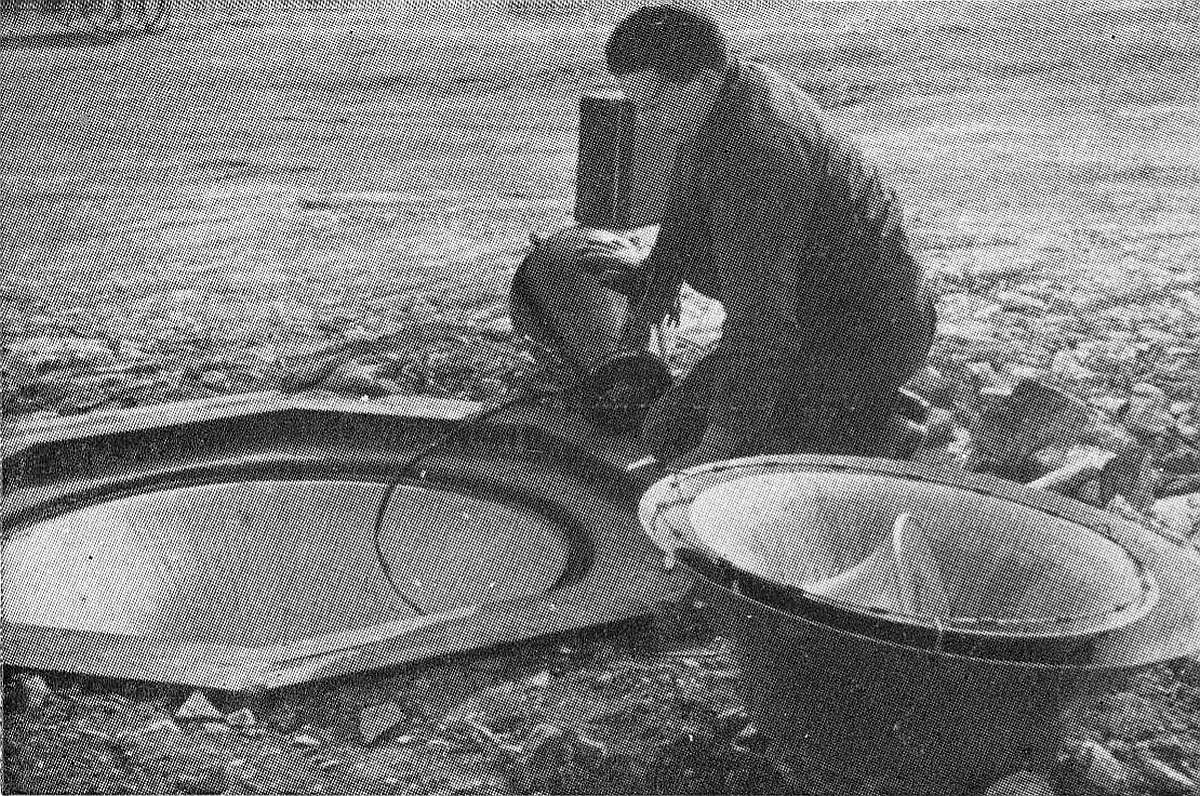
Montáž zemního reproduktoru Tesla na Strahovském stadionu v Praze

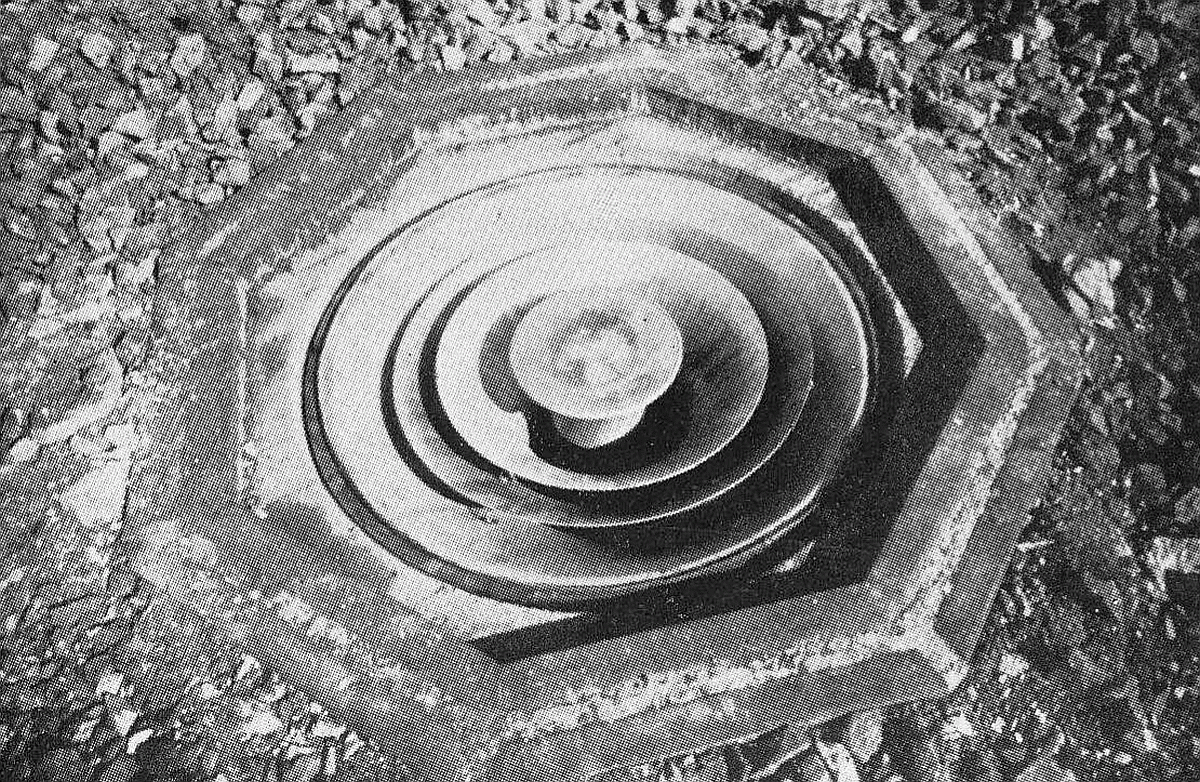
Zemní reproduktor firmy Tesla, pohled shora, bez plechového perforovaného krytu

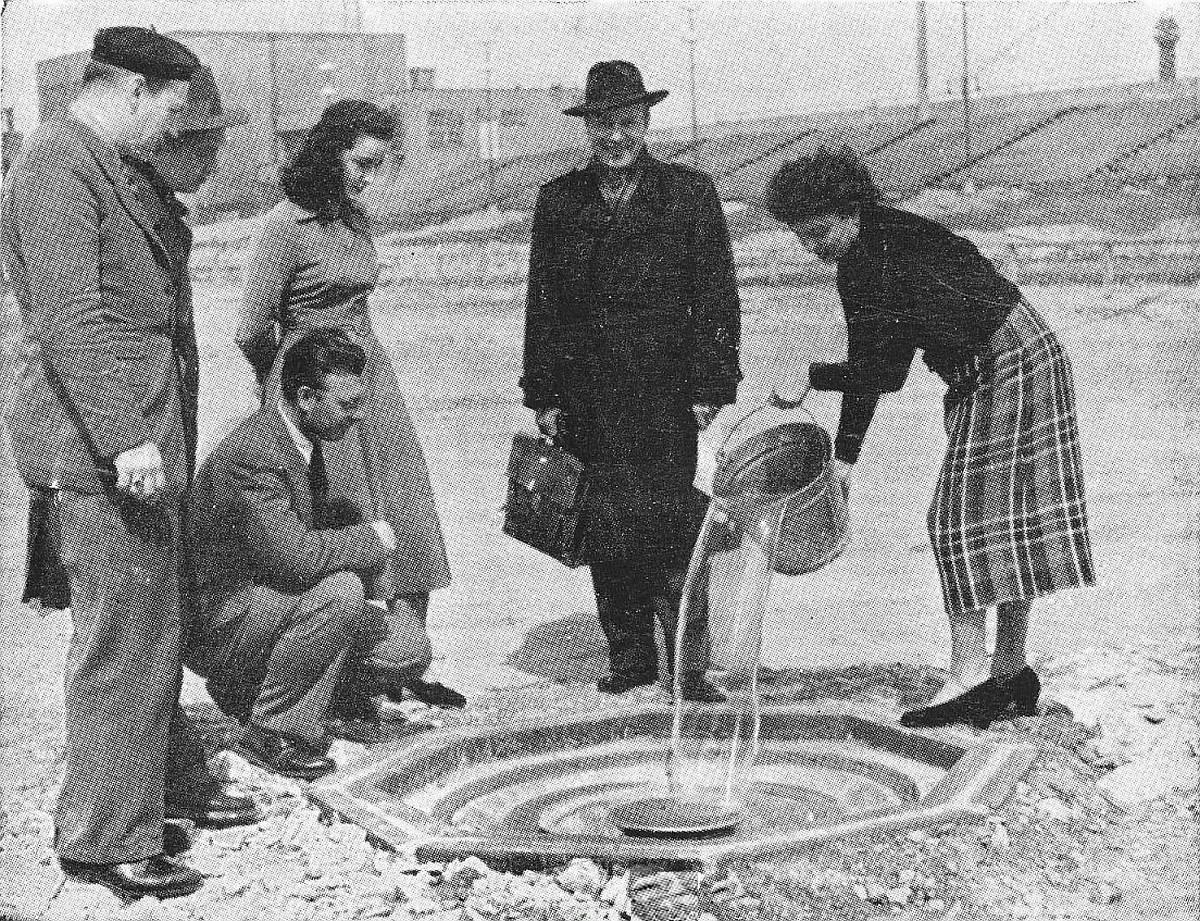
Laická kontrola vodotěsnosti zemního reproduktoru Tesla po odstranění plechového perforovaného krytu

Zemní reproduktor (podzemní reproduktor) je speciální typ reproduktoru, který je montážně přizpůsoben k zabudování do exteriéru resp. typicky nehluboko pod vodorovný zemský povrch.

## Fungování
Posluchač stojící na zemském povrchu vnímá směr zvuku jako by vycházel ze země (písková plocha, trávník), což je realizováno zvukovým difusorem, který zvuk ze zemního reproduktoru kulovitě rozptyluje (ze země jdou zvukové vlny šikmo do stran a přímo nahoru, kolmo k zemskému povrchu). Přívodní kabely k zemním reproduktorům (s akustickým signálem nebo pro silové napájení přídavných zařízení, např. zesilovačů) jsou vedeny pod povrchem. 

## Vlastnosti
Všechny montážní prvky (kotvené pod povrchem) se musí na povrchu země jevit jako bezbariérové (bezpečný pohyb osob) a veškeré difusory, poklopy a kryty musí být pochozí (tj. musí snést hmotnost člověka respektive přejezd techniky, která pečuje o povrch, např. sekačka trávy). Zemní reproduktor musí být odolný proti vlhkosti, dešťové vodě a kropení vodou. Důležitou složkou technického řešení je i odvod veškeré vody (i vysrážené) z prostoru reproduktoru i jeho bezprostředního okolí do drenáže či kanalizační soustavy. Zemní reproduktory sice nepředpokládají využití v zimním období, ale v letních měsících musí být dostatečně dimenzovány zejména do kladných teplot (odolnost proti ohřevu povrchu vlivem intenzivního slunečního svitu).

## Historie

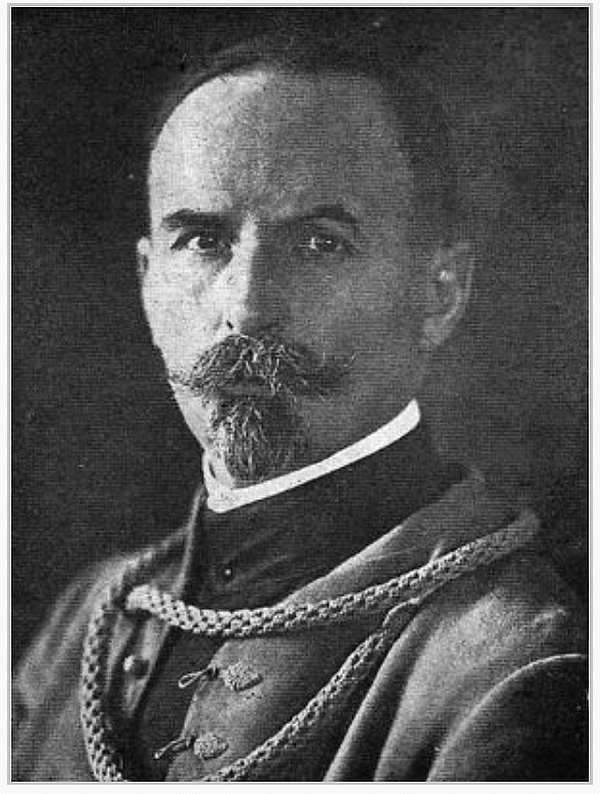
Augustin Očenášek

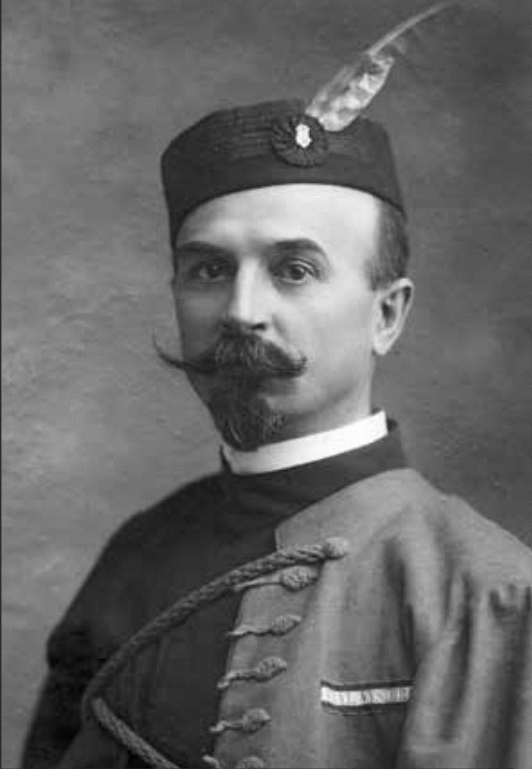
Ludvík Očenášek

### Augustin Očenášek
Český tělovýchovný a sokolský pracovník Augustin Očenášek (1871–1942) pomáhal organizovat VI. všesokolský slet 1912 v Praze na Letenské pláni, později pak i VII. všesokolský slet 1920 v Praze, který se uskutečnil rovněž na Letenské pláni. Do jeho funkčního období spadala i organizace VIII. všesokolského sletu 1926. Tento se ale již konal na pražském Strahově. Ve prospěch tohoto sletu byl vybudován (na půdorysu dnešního Strahovského stadionu) stadion dřevěný s částečně nasypanými nekrytými hliněnými tribunami vyprojektovaný architektem Aloisem Dryákem. Pro potřeby IX. všesokolského sletu 1932 byl strahovský areál přebudován, takže tribuny Masarykova státního stadionu mohly pojmout až 180 000 diváků. 

### X. všesokolský slet
Již v rámci příprav na X. všesokolský slet, který byl plánován na rok 1938, se organizátoři byli nuceni zabývat problematikou spolehlivého tj. „srozumitelného“ a „synchronizovaného“ přenosu zvuku (hlavně cvičebních povelů) na rozlehlou cvičnou plochu (sletiště). Problém měl dvoje úskalí. Pokud se šířil zvuk jen z jednoho místa (např. od hlavní tribuny) tak první řady cvičenců slyšely povely nejdříve a v plné hlasitosti, zatímco poslední řady cvičenců (nejvzdálenější od hlavní tribuny) slyšely příkazy o něco později a jen v nevyhovující hlasitosti. Pokud by se zdroje zvuku rozložily po obvodu celé cvičební plochy, pak by se v některých místech sletiště zvuky z různých zdrojů „míchaly“ a interferovaly spolu (různé fázové posuny vlivem zpoždění zvukových vln přicházejících z různých, jinak vzdálených míst). Takto zkreslené zvuky by postrádaly srozumitelnost a dostavil by se efekt tzv. „zahuhlání“ známý např. z minulosti při hlášení příjezdů a odjezdů vlaků z amplionů ve velkých nádražních halách.   

### Bratři Augustin a Ludvík Očenáškovi
Řešením tohoto problému se ještě před X. všesokolským sletem začal zabývat bratr Augustina Očenáška – podnikatel, konstruktér a vynálezce Ludvík Očenášek (1872–1949). V roce 1890, když Ludvík Očenášek dosáhl věku 18 let, se stal cvičitelem Sokola na pražském Smíchově a v rámci sokolských závodů a přeborů byl úspěšným cvičencem. V roce 1900 byl vybrán jako člen úspěšné sokolské výpravy do Paříže a Arrasu. Očenáškův o něco málo starší bratr Augustin Očenášek (1871–1942) vstoupil kolem roku 1890 též do Sokolské organizace v Praze a v průběhu let se vypracoval na pozici jednoho z představitelů českého Sokola.
Oba bratři Očenáškové (Augustin a Ludvík) byli sportovně nadaní – na začátku 90. let 18. století (ve věku cca 18, 20 let) běželi tehdejší první český maraton z Vinohrad přes Slaný do Kladna. Oba doběhli (leč nezvítězili). Také zakládali první spolky těžké atletiky, kde se pěstoval řeckořímský zápas, vzpírání nebo box.

### Patent Ludvíka Očenáška

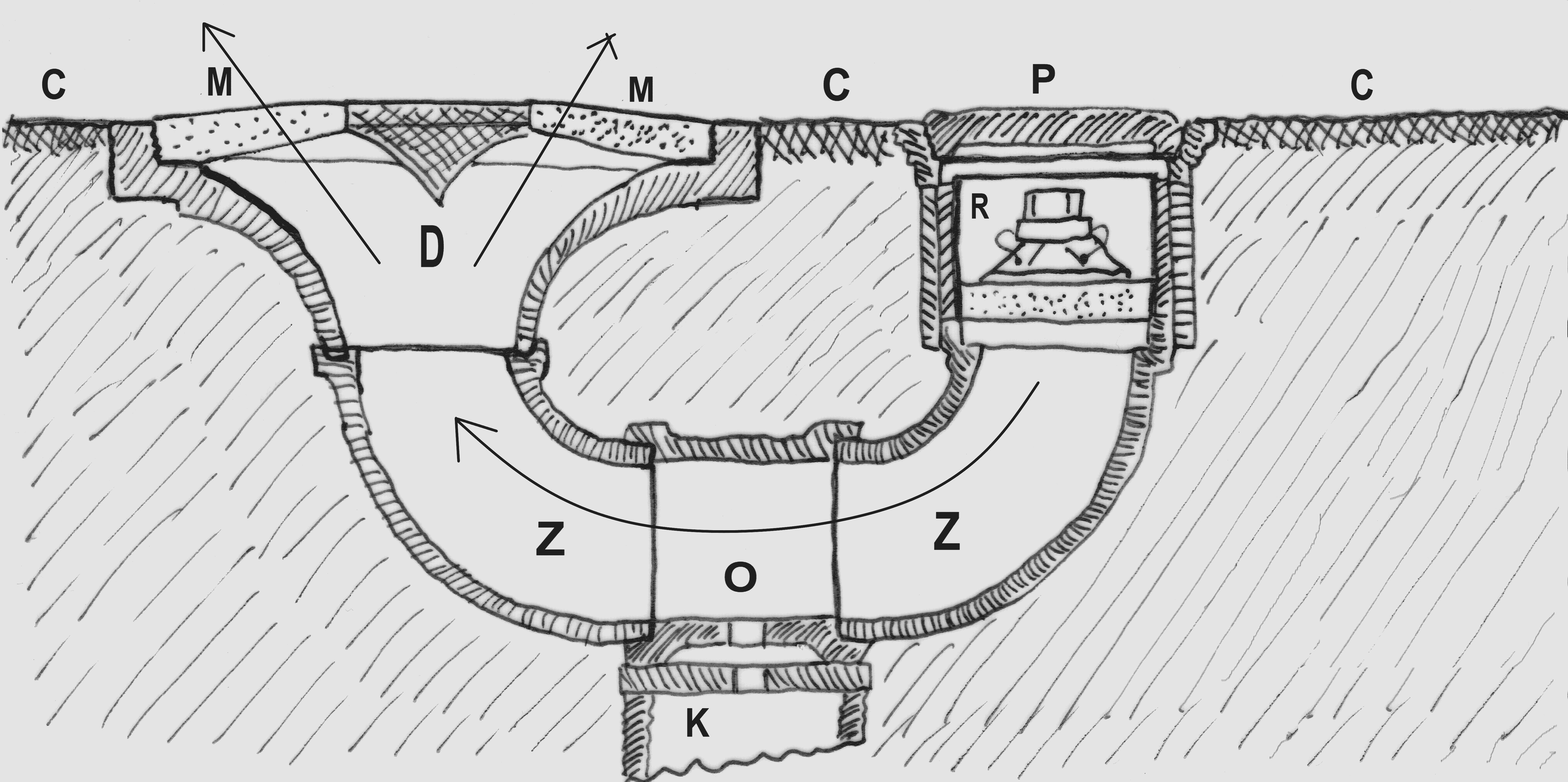
Schematický řez zemním reproduktorem dle patentu Ludvíka Očenáška

Pro nastávající X. Všesokolský slet (s přízviskem „světový“ a „protiválečný“) v Praze na Strahovském stadionu, který se uskutečnil počátkem července 1938, realizoval Očenášek nápad, jak odstranit časové prodlevy a zpoždění zvuku při ozvučení rozlehlé cvičební plochy. Podle jeho návrhu (z roku 1937) byly zhotoveny speciální (pod)zemní reproduktory. Myšlenku s ozvučením sletiště X. všesokolského sletu v roce 1938 patentově přihlásil Ludvík Očenášek (na svoji dceru Miladu) dne 28. ledna 1938. Jednalo se o zařízení na stejnoměrné zvukové sycení rozsáhlých ploch tzv. „hlasadly“ (patentový spis číslo 77542).

### Řešení pardubické firmy Telegrafia

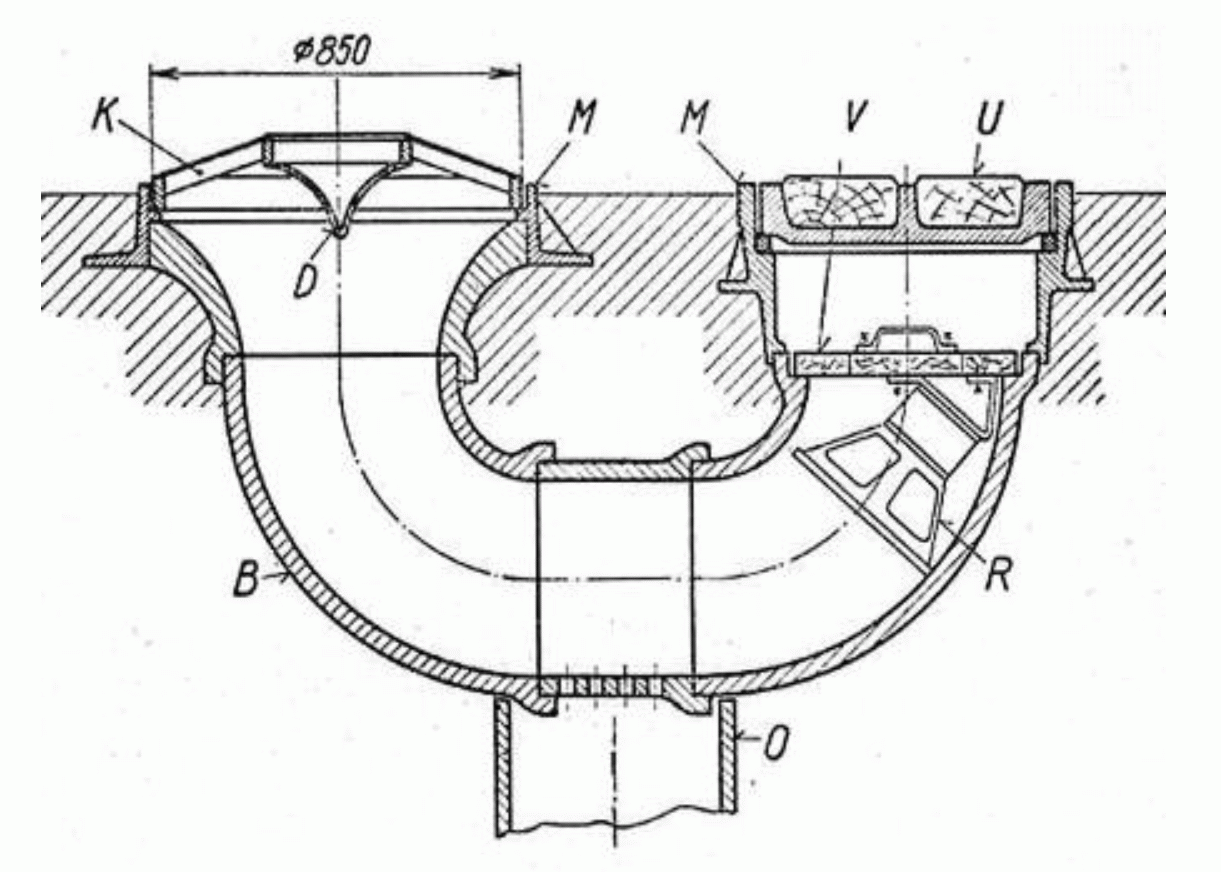
Schematický řez zemním reproduktorem firmy Telegrafia

Ozvučení Strahovského stadionu, který se po roce 1938 stal postupnou výstavbou největším na světě, nakonec prakticky realizovala firma Telegrafia z Pardubic pomocí speciálních zemních reproduktorů. Sletiště bylo osazeno celkem 26 zemními reproduktory, každý s výkonem 25 W, každý v samostatné vybetonované skruži. Do podzemní kanalizace vedl od každé skruže odtok dešťové vody, každá skruž byla svrchu chráněna pochozím děrovaným litinovým víkem.

### Řešení prof. Josefa Merhauta

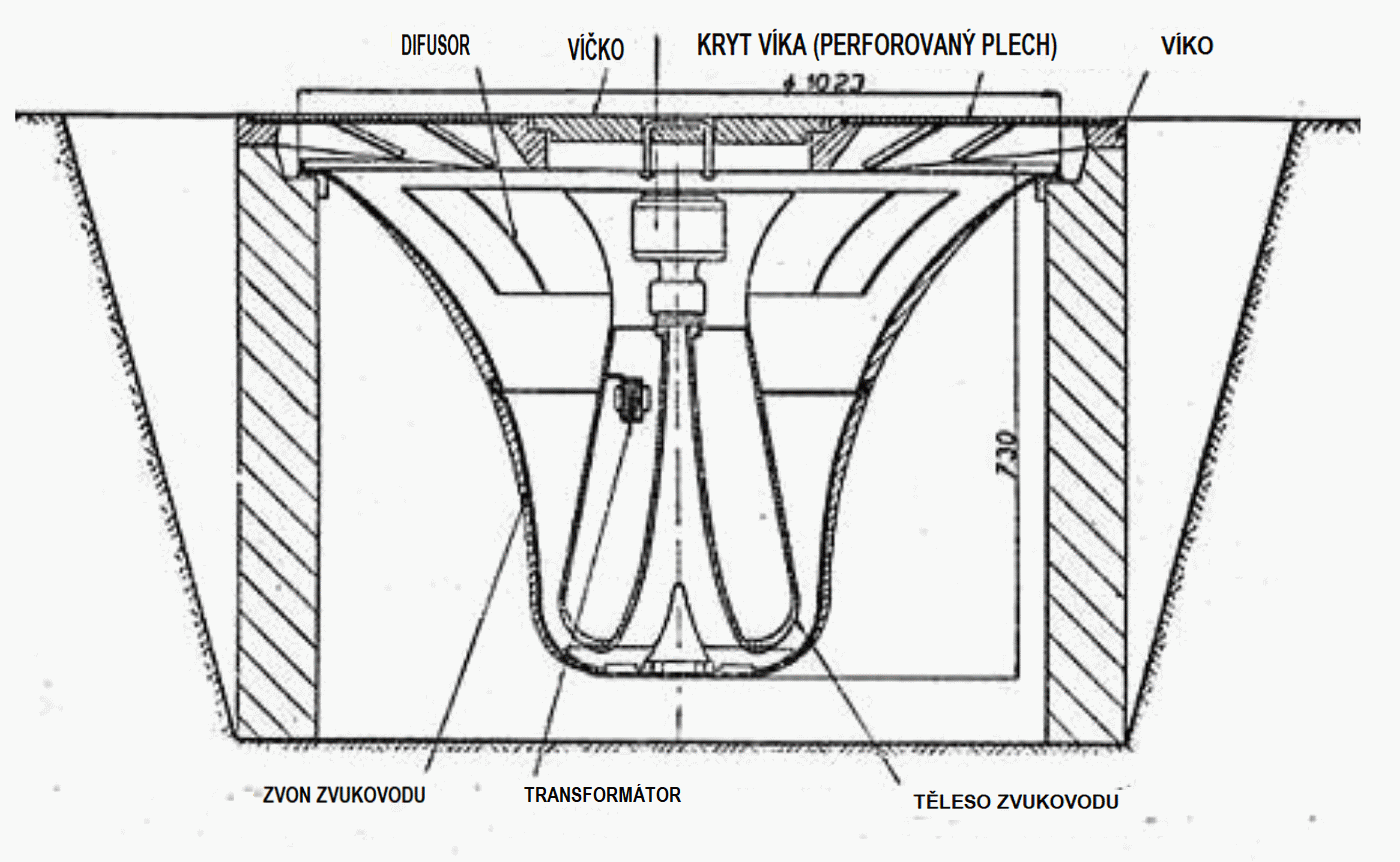
Schematický řez zemním reproduktorem firmy Tesla

Pro XI. Sokolský slet v roce 1948 vyprojektoval a vyvinul Prof. Dr. Ing. Josef Merhaut, DrSc, (1917–2004) nový systém ozvučení. Jeho srdcem byl i jím vyvinutý typ tlakového reproduktoru, který následně (pod typovým označením Tesla 514 150) vyráběl n. p. Tesla Pardubice.
Zemní reproduktory (na Strahovském stadionu jich bylo 50) byly vodotěsné, teplotně odolné až do 100 °C s tím, že krycí mřížové poklopy snesly zatížení až 6 tun. Reproduktory byly připojeny 15 linkami se 100 voltovým rozvodem na výkonové elektronkové zesilovače o celkovém výkonu 5 kW. Výkonové zesilovače pracovaly tak, že v provozu byla jen jedna jejich polovina, zatímco jejich druhá polovina sloužila jako tzv. horká rezerva. Pokud by (při poruše) vypadla provozní polovina zesilovačů, stačilo zapnout anodové napětí pro rezervní druhou polovinu zesilovačů a tím se vyloučilo přerušení hudebního doprovodu při cvičení. Dodávka proudu pro zesilovače byla ze sítě, ale po celou dobu cvičení byl v provozu náhradní motor-generátor pro výrobu elektřiny. Ten byl schopen při výpadku rozvodní sítě převzít během 3 desetin sekundy napájení výkonových zesilovačů.

### Spartakiády
Zvuková infrastruktura Strahovského stadionu byla použita i pro I. celostátní spartakiádu v roce 1955 konanou na Strahovském stadionu v Praze. 
Pro rozsáhlá prostranství masových vystoupení sportovců v prostných cvičeních vykonstuoval československý průmysl reproduktor, který nepřekáží pohybu cvičenců na ploše a svým umístěním v zemi omezuje možnost vzniku ozvěn a míchání zvuku z více reproduktorů najednou. Vtipná konstrukce zaručuje naprostou odolnost proti dešti a korosi a snese zatížení třeba pásového vozidla o váze 40.000 kg.
Reklamní oddělení Tesly Pardubice, O zemních reproduktorech užitých při I. celostátní spartakiádě v roce 1955 na Strahovském stadionu v Praze, 
Další modernizace zvukového zařízení (doplnění a přepracování) proběhla před Spartakiádou v roce 1985, kdy byla část zařízení zakoupena v zahraničí od švýcarské firmy Studer/Revox.